# Acis trichophylla
Nivéole à feuilles très fines
Espèce
La Nivéole à feuilles très fines (Acis trichophylla) est une espèce de plantes de la famille des Amaryllidacées.